# Bărbații în negru II
Bărbații în negru II (engleză Men in Black II) este un film SF american din 2002 regizat de Barry Sonnenfeld cu Will Smith, Tommy Lee Jones, Lara Flynn Boyle, Johnny Knoxville, Rosario Dawson, Tony Shalhoub, Patrick Warburton și Rip Torn în rolurile principale.